# Сеулски университет
Сеулският национален университет (на корейски: 서울대학교) е национален изследователски университет в Сеул, Южна Корея.
Основан през 1946 г., Сеулският университет се счита за най-престижния университет в страната. Университетът разполага с 3 кампуса, 16 колежа и 9 професионални училища. Студентите му възлизат на около 28 000 души.
Сеулският университет има меморандум за разбирателство с над 700 академични институции в 40 държави, Световната банка и програма за обмен с Пенсилванския университет. След план на правителството за глобализация на корейските университети, международните преподаватели в университета са 242 или 4% от общия брой към 2010 г., но тази бройка впоследствие намалява.

## История
Сеулският национален университет води началото си от различни образователни институции, основани от император Коджон от династията Чосон. Няколко от тях са интегрирани в различни колежи, когато по-късно се основава университета.
След обявяването на Корейската империя през 1897 г., Коджон се мотивира да създаде по-съвременни образователни институции. През 1899 г. е основано медицинско училище. Накрая това училище става колеж по медицина към Сеулския университет.
По време на японското управление в Корея, е основан Императорски университет Кейджо. След края на Втората световна война и обявяването на независимост на Корея, името на университета е променено. Новото му наименование включва „национален“, поради академичния национализъм в следвоенния период в Корея.
На 27 август 1946 г. е създаден Сеулския национален университет при сливането на десет институции в района на Сеул. Първият му президент е американецът Хари Анстед. В продължение на повече от година и половина се водят протести от студенти и професори срещу американското управление в корейските учебни заведения. Накрая са уволнени 320 преподаватели, а над 4950 студенти напускат университета. Вторият президент е кореец и назначен през октомври 1947 г.
По време на Корейската война, университетът е окупиран от Северна Корея, при което настъпва клането в Националната университетска болница на Сеул.
В периода 1975 – 1979 г. повечето от колежите на университета са преместени в други части на града.